# Девід Керрадін
Девід Керрадін (англ. David Carradine; 8 грудня 1936, Голлівуд, Каліфорнія — 3 червня 2009, Бангкок) — американський кіноактор.
Девід Керрадін став популярний в 1970-х роках після участі в телесеріалі «Кун-фу». Всього актор знявся більш ніж в 100 фільмах, в основному на тему бойових мистецтв. Новий виток популярності Керрадіна пов'язаний з його участю в дилогії режисера Квентіна Тарантіно «Убити Білла», що вийшла на екрани в 2003 і 2004 роках.

## Фільмографія
- 1972 — Берта на прізвисько Товарний вагон / Boxcar Bertha — Великий Біллі Шеллі
- 1972—1975 — Кун-фу / Kung Fu (телесеріал) — Квай Ченг-Кейн

- 1975 — Смертельні перегони 2000 / Death Race 2000 — Франкенштейн
- 1976 — Гарматне ядро / Cannonball — Кой Бакман
- 1976 — На шляху до слави / Bound for Glory — Вуді Гатрі
- 1977 — Зміїне яйце / Das Schlangenei — Абель Розенберг
- 1978 — Смертельний спорт / Deathsport — Каз Ошей
- 1980 — Ті, що скачуть здалеку / The Long Riders — Коул Янгер
- 1982 — Q: Крилатий змій / Q: The Winged Serpent — Шепард
- 1983 — Самотній вовк Маккуейд / Lone Wolf McQuade — Роулі Вілкс
- 1985 — Північ і південь / North and South (телефільм) — Джастін Ламотт
- 1986 — Океани вогню
- 1986 — Збройна відсіч
- 1986 — У тилу ворога (Втеча з табору для військовополонених)
- 1986 — Кун-фу / Kung Fu: The Movie (телефільм) — Квай Ченг-Кейн
- 1988 — Тропічний сніг
- 1988 — Злочинна зона
- 1988 — Господарі війни
- 1988 — Фатальний секрет
- 1989 — Поліція майбутнього
- 1989 — Спробуй приміряй
- 1989 — Сонні Бой / Sonny Boy — Перл
- 1990 — Пташка на дроті / Bird on а Wire — Соренсон
- 1990 — Думай по-великому
- 1990 — Вогняне поле
- 1990 — Закони рукопашного бою
- 1990 — Зона майбутнього
- 1990 — Синок
- 1990 — Захід сонця: Притулок вампірів / Sundown: The Vampire in Retreat — Йозек Мардулак / граф Дракула
- 1991 — Проект «Елімінатор» (Проект «Нищівник») / Project Eliminator — Рон Моррелл
- 1991 — Смертельне стеження
- 1991 — Зона вбивства
- 1991 — Важкий випадок
- 1991 — Вища міра
- 1991 — Поліцейський-каратист / Karate Cop
- 1992 — Дикий інстинкт
- 1992 — Нічні ритми
- 1992 — Правосуддя здалеку
- 1992 — Подвійні неприємності
- 1992 — Музей воскових фігур 2: Загублені в часі / Waxwork II: Lost in Time — жебрак
- 1992 — Злі мультфільми / Evil Toons — Гедеон Фіск
- 1992 — Дорожні небилиці / Roadside Prophets — Отелло Джонс
- 1992 — серіал Горець, сезон 1.
- 1993—1997 — Кун-фу: Відроджена легенда / Kung Fu: The Legend Continues (телесеріал) — Квай Ченг-кейн
- 1994 — Точно в ціль
- 1994 — Скажений Джо
- 1997 — Сутичка на шабельній річці / Last Stand at Saber River (фільм) — Дуен Кітстон
- 1997 — Повний відрив
- 1997 — Лють
- 1998 — Нові Робінзони
- 1998 — Пастир
- 1998 — Швидкість світла
- 1998 — Діти кукурудзи 5: Поля жаху / Children of the Corn V: Fields of Terror — Люк Енрайт
- 1998 — Вбивця демонів
- 2000 — Вартовий Червоної скелі
- 2001 — Живий товар
- 2003 — Вбити Білла. Фільм 1 / Kill Bill: Vol. I — Білл
- 2003—2004 — Шпигунка / Alias (телесеріал) — Конрад
- 2004 — Аутсайдер / The Outsider (телефільм) — Хейнс
- 2004 — Вбити Білла. Фільм 2 / Kill Bill: Vol. II — Білл
- 2005 — Чудо в струмку мудреця / Miracle at Sage Creek — Айк
- 2006 — Відступники
- 2007 — Макс-руйнівник: Прокляття дракона
- 2007 — Дуже епічне кіно / Epic Movie — Доглядач
- 2007 — Ближній бій / Blizhniy Boy: The Ultimate Fighter — Михайло
- 2008 — Великий Стен / Big Stan — Майстер
- 2008 — Остання година / Last Hour — детектив Майк Стоун
- 2008 — Пекельна поїздка / Hell Ride — Двійка
- 2008 — Брейк / Break — єпископ
- 2008 — Форсаж да Вінчі
- 2008 — Кунг-фу Кілер
- 2009 — Адреналін 2: Висока напруга
- 2009 — Безповоротний шлях / Road of No Return — містер Гувер
- 2009 — Татуювання: Історія шрамів / Tattoos: A Scarred History
- 2009 — Осінь
- 2012 — Ельдорадо / Eldorado — Дух провідник
- 2012 — Ніч тамплієра / Night of the Templar — Крамар